# École secondaire Antoine de Saint-Exupéry
L'École secondaire Antoine de Saint-Exupéry (St-Ex) est une école secondaire publique mixte francophone située dans l'arrondissement de Saint-Léonard à Montréal. Elle fait partie du Centre de services scolaire de la Pointe-de-l'Île, ayant auparavant fait partie de la Commission scolaire Jérôme-Le Royer, une commission scolaire catholique, avant la réorganisation des commissions scolaires en 1998, qui a vu le passage de commissions scolaires confessionnelles à des commissions scolaires linguistiques au Québec. En 2022, elle est la quatrième école secondaire la plus peuplée du Québec avec ses 2 934 élèves.

## Historique
Au cours des années 1960, le ministère de l'Éducation du Québec a mis en place le concept d'écoles polyvalentes, issu du rapport de la Commission Parent. Ce type d'établissement combine à la fois l'enseignement général et l'enseignement professionnel.
C'est dans ce contexte politique qu'a été créée l'École polyvalente Antoine de Saint-Exupéry en 1972. Son objectif principal était de desservir la population francophone de la ville de Saint-Léonard (aujourd'hui un arrondissement de la ville de Montréal). À l'origine, l'école accueillait des élèves de la 2e à la 5e secondaire ainsi que des élèves provenant de l'adaptation scolaire de la Commission scolaire Jérôme-Le Royer. L'édifice a été inauguré le 18 mai 1973.
Afin de pouvoir utiliser le nom d'Antoine de Saint-Exupéry comme nom d'école, des membres du conseil d'établissement ont rencontré l'épouse de Saint-Exupéry, Consuelo Suncin, lors de l'Exposition universelle de 1967 à Montréal. Ils lui ont demandé s'ils pouvaient utiliser le nom de son mari pour leur future école, ce à quoi elle a accepté.
L'École polyvalente Antoine de Saint-Exupéry, à son ouverture, a choisi d'adopter un horaire modulaire flexible, un système d'organisation du temps développé aux États-Unis. Elle est ainsi devenue l'une des premières écoles francophones canadiennes à proposer ce type d'enseignement.

## Le campus
L'École secondaire Antoine de Saint-Exupéry a commencé sa construction le 22 octobre 1971, avec la première pelletée de terre pour le bâtiment principal. La construction officielle a duré près d'un an. L'établissement a deux étages, est divisé en croix et possède des annexes ajoutées au fil des ans. Il est recouvert de briques brunes et rouges avec des insertions de béton et des fenêtres en bandeau.
L'école comprend principalement des salles de classe régulières, des laboratoires de sciences et d'informatique, des classes de musique, des ateliers d'arts plastiques, une bibliothèque, une cafétéria, un café étudiant et une salle de spectacles de 409 sièges.
En 1973, le bloc sportif de l'école a été finalisé, comprenant des gymnases, une salle de musculation et une piscine intérieure de 25 mètres avec six couloirs. À l'extérieur, il y a un grand terrain de football et de soccer, un petit terrain de soccer, une piste d'athlétisme de 400 mètres, deux terrains de volley-ball de plage et quatre terrains de bocce en plus de la patinoire intérieure de l'aréna Martin-Brodeur située à côté. En 2001, une aile a été construite pour accueillir la première année du secondaire.
En 2002, une autre aile a été construite pour la formation des adultes. À noter, l'école comprend une sculpture murale de l'artiste renommé Jordi Bonet.
En 2019, la Commission scolaire English-Montréal s'est vue dans l'obligation de céder son école secondaire John Paul I à Antoine de Saint-Exupéry, malgré l'opposition féroce de la communauté anglo-québécoise, car l'école était en surpopulation,,.

## Programmes offerts
L'École secondaire Antoine de Saint-Exupéry offre une variété de programmes pour répondre aux différents besoins des élèves. En plus du parcours régulier, l'école propose des programmes de Sport-études et de Langues-études.

### Sport-études
Le programme Sport-études offre une formation académique complète aux élèves-athlètes en fournissant des services tels que l'étude supervisée, la récupération et l'enrichissement. Les mesures d'appui personnalisées, y compris les stratégies de gestion des absences, sont prises en partenariat avec les fédérations sportives et clubs mandataires. Le programme vise les élèves ayant un profil bien particulier qui souhaitent poursuivre leur sport tout en réussissant académiquement. Les élèves-athlètes doivent répondre à des critères académiques pour être admis dans le programme.

### Langues-études
Le programme Langues-études, quant à lui, offre aux élèves l'opportunité d'apprendre l'anglais et l'espagnol de manière intensive pour une compréhension approfondie des langues et des cultures, avec des cours donnés selon une approche communicative et une mise en pratique grâce à des sorties et projets éducatifs. Ce programme vise à préparer les élèves pour une carrière internationale dans le contexte de la mondialisation des marchés et des échanges culturels.

## Vie étudiante

### Équipes sportives
L'école secondaire Antoine de-Saint-Exupéry possède plusieurs équipes sportives, nommées les « St-Ex », qui ont remporté plus de 300 championnats scolaires régionaux et provinciaux.
- Basket-ball
- Soccer
- Futsal
- Gymnastique
- Natation
- Volley-ball
- Plongeon

## Direction générale de l'école
Voici les différentes personnes qui ont occupé le poste de la direction générale de l'École secondaire Antoine de Saint-Exupéry :
| Nom                 | En poste        |
| ------------------- | --------------- |
| Robert Bureau       | 1972 - 1976     |
| Jean-Guy Camirand   | 1976 - 1983     |
| Michel Soumis       | 1983 - 1989     |
| Normand Desmarteaux | 1989 - 1999     |
| Émilio Panetta      | 1999 - 2000     |
| Chantal Galarneau   | 2000 - 2001     |
| Alain Poirier       | 2001 - 2006     |
| Luc Noël            | 2006 - 2018     |
| Geneviève Dandurand | 2018 - en cours |

## Élèves renommés

### Sports
- Alexandre Despatie, plongeur et médaillé olympique[12] ;
- Roberto Luongo, joueur de la Ligue nationale de hockey[13],[14] ;
- Samuel Piette, joueur international de soccer[12]
- Émile Poirier, joueur de la Ligue nationale de hockey
- Joannie Rochette, patineuse artistique et médaillée olympique[12]
- Félix Auger-Aliassime, joueur de tennis ATP[12]
- Victoria Mercado, boxeuse[12]
- Jennifer Abel, plongeuse et médaillée olympique[12]
- Meaghan Benfeito, plongeuse et médaillée olympique[12]
- Roseline Filion, plongeuse et médaillée olympique[12]
- Pierre-Luc Hinse, pongiste[12]
- Martin Brodeur, joueur de la Ligue nationale de hockey[14]
- Maxim Lapierre, joueur de la Ligue nationale de hockey[15]
- Michel Therrien, entraîneur dans la Ligue nationale de hockey[15]
- Olivier Rochon, skieur acrobatique[16]
- Leylah Fernandez, joueuse de tennis ATP[17]

### Arts et spectacle
- Guy A. Lepage, humoriste, animateur, réalisateur et producteur[18] ;
- Sophie Nélisse, actrice[19] ;
- Michel Rabagliati, dessinateur de bandes dessinées[20] ;
- Nicolas Archambault, danseur, chorégraphe et acteur[14] ;
- Lothaire Bluteau, acteur[15] ;
- Isabelle Brossard, actrice[15] ;
- Philippe Fehmiu, animateur et chroniqueur[15] ;
- Marie-José Turcotte, journaliste sportive[15];
- Charlotte Legault, actrice[21]